# Retanilla

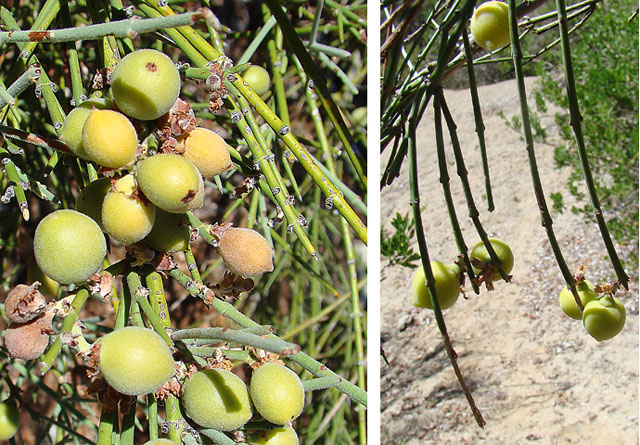
Früchte von Retanilla ephedra

Retanilla ist eine Gattung aus der Familie der Kreuzdorngewächse (Rhamnaceae). Die Vertreter bilden belaubte oder beinahe blattlose Sträucher. Das Verbreitungsgebiet der Arten liegt in Südamerika.

## Beschreibung
Die Arten der Gattung Retanilla bilden bis zu 4 Meter hohe, belaubte oder beinahe blattlose, dornige oder unbewehrte Sträucher. Über den Laubblättern liegen ein bis zwei Knospen. Die Blüten wachsen einzeln und endständig oder drei bis fünf selten sieben Blüten bilden Zymen. Die Einzelblüten sind flaumig behaart und vier- oder fünfzählig. Der Blütenbecher ist glocken- oder urnenförmig, innen behaart, fällt früh ab oder ist bleibend. Die Kronblätter sind kappenförmig und bedecken teilweise die Staubbeutel. Die Staubfäden sind an ihrem Ende abgeknickt, die Staubbeutel sind zweifächrig. Der Diskus ist nur undeutlich ausgebildet. Der untere Teil des Blütenbechers gibt Nektar ab. Der Fruchtknoten ist halb-unterständig und zwei- oder drei- selten vierfächrig. Die Früchte sind etwas fleischig.

## Verbreitung
Das natürliche Verbreitungsgebiet der vier Arten liegt in Südamerika.

## Systematik und Forschungsgeschichte
Retanilla ist eine Gattung aus der Familie der Kreuzdorngewächse (Rhamnaceae), in der sie der Tribus Colletieae zugeordnet wird. Adolphe Brongniart hat die Gattung 1826 in seinen Memoire sur la Famille des Rhamnees neu aufgestellt. Die Arten wurden zuvor als Sektion Colletia sect. Retanilla DC. der Gattung Colletia  zugeordnet.
Nach Kubitzki werden vier Arten unterschieden, die Plant List gibt folgende Arten an:
- Retanilla ephedra (Vent.) Brongn.: Sie kommt in Peru und im zentralen Chile vor.[4]
- Retanilla patagonica (Speg.) Tortosa: Sie kommt im westlichen und im südlichen Argentinien vor.[4]
- Retanilla stricta Hook. & Arn.: Sie kommt im zentralen Chile vor.[4]
- Retanilla trinervia (Gillies & Hook.) Hook. & Arn.: Sie kommt im zentralen Chile vor.[2][4]